# Despertar contigo
 (срп. Будити се са тобом) мексичка је теленовела, продукцијске куће Телевиса, снимана 2016.

## Синопис
Пабло Ерминио и Маја припадају различитим друштвеним сталежима. Она је кћерка Отона Алкале, једног од најјачих предузетника у области хортикултуре, док је он један од телохранитеља Антоније Сантамарије, Отонове заклете непријатељице, која чека погодан тренутак да му наплати неизмирене рачуне из прошлости. Антонија и Отон вребају сваку прилику да повреде једно друго, па она користи упознавање Пабла и Маје да смести замку вечитом ривалу. Говори Маји да је Пабло веома успешан и богат узгајивач цвећа. Девојци његов материјални статус није битан, али њеном оцу и те како јесте — Отона би потпуно уништило сазнање да је његова мезимица изгубила главу за младићем кога пас нема за шта да уједе.
Међутим, љубав Маје и Пабла неће бити на коцки само због Антонијиних лажи. Паблова бивша девојка Синди не жели да га се одрекне — трчи за њим и нада се да ће постати његова супруга, иако јој је он јасно ставио до знања да не жели ништа са њом. Са друге стране, Маја такође има удварача. Реч је о Федерику Виљегасу, који жели да се ожени њоме не би ли обезбедио своју будућност, с обзиром на то да је његова породица на ивици банкрота. Отон га потпуно подржава у намери да освоји његову кћерку, јер верује да је милионер. После бројних сплетки и интрига, Маја и Пабло ставиће тачку на своју љубав, а Маја неће саопштити вољеном да чека његово дете, уверена да ће се оженити другом женом. Са друге стране, Федерико се нуди да да своје презиме нерођеном малишану, па Отон организује велико венчање. Када сазна за то, Пабло одлучује да се заувек удаљи од жене свог живота, али судбина, наравно, има друге планове.

## Глумачка постава

### Главне улоге
| Глумац:        | Улога:               |
| -------------- | -------------------- |
| Ела Велден     | Маја Алкала Гонзалес |
| Данијел Аренас | Пабло Ерминио Леал   |

### Споредне улоге
| Глумац:                   | Улога:               |
| ------------------------- | -------------------- |
| Аура Кристина Гејтнер     | Антонија Сантамарија |
| Енок Леањо                | Отон Алкала          |
| Сара Коралес              | Синди Рејна          |
| Гонсало Пења              | Федерико Виљегас     |
| Естефанија Виљареал       | Фрида де ла Вега     |
| Алехандро Калва           | Рафаел               |
| Мара Куевас               | Кармен Гонзалес      |
| Армандо Силвестре         | Силвестре Леал       |
| Летисија Хуијара          | Тулија Вентура       |
| Ана Киокети               | Синтија Идалго       |
| Антонио де Карло          | Рохелио              |
| Родриго Мурај             | Елихио               |
| Елој Гануса               | Алваро Црни          |
| Артуро Гарсија Тенорио    | Исмаел               |
| Данијел Товар             | Родолфо Солер        |
| Лукас Бернабе             | Вилсон               |
| Алехандро Валенсија       | Фернеј               |
| Клаудио Баез              | Коронел              |
| Наташа Еска               | Татијана Сантамарија |
| Роберта Демјан            | Џени Паола           |
| Себастијан Поза Виљануева | Комарац              |
| Исидора Вивес             | Росалија             |
| Клаудија Акоста           | Руфина               |
| Лус Алдан                 | Флор                 |
| Сесар Боно                | Тито                 |
| Патрисија Мартинез        | Ирма                 |
| Поло Монарез              | Улисес               |
| Малума                    | Малума               |
| Франсиска Лачапел         | Аманда               |